# Simulium subpallidum
Simulium subpallidum är en tvåvingeart som beskrevs av Lutz 1910. Simulium subpallidum ingår i släktet Simulium och familjen knott. Inga underarter finns listade i Catalogue of Life.